# Morten Wierod
Morten Wierod, född 1972, är en norsk ingenjör och företagsledare.
Wierod är sedan augusti 2024 verkställande direktör för ABB där han efterträdde Björn Rosengren. Han har jobbat på företaget sedan 1998.